# Браништари (Ђурђу)
Браништари (рум. Brăniștari) насеље је у Румунији у округу Ђурђу у општини Калугарени. Oпштина се налази на надморској висини од 57 m.

## Становништво
Према подацима из 2002. године у насељу је живело 1085 становника, од којих су сви румунске националности.